# سييغو شيموكاوا
سييغو شيموكاوا (باليابانية: 下川 誠吾) (17 نوفمبر 1975 في أماغاساكي في اليابان – )؛ هو لاعب كرة قدم ياباني سابق كان يلعب كحارس مرمى.

## وصلات خارجية
- سييغو شيموكاوا على موقع رابطة كرة القدم اليابانية للمحترفين (اليابانية)
- سييغو شيموكاوا على موقع قاعدة بيانات كرة القدم.إي يو (الإنجليزية)
- سييغو شيموكاوا على موقع Soccerway.com (الإنجليزية)
- سييغو شيموكاوا على موقع عالم كرة القدم.نت (الإنجليزية)
- سييغو شيموكاوا على موقع كووورة